# 瀬戸祐介
瀬戸 祐介（せと ゆうすけ、1985年9月13日 - ）は、日本の男性俳優、タレント。神奈川県出身。身長180cm、体重61kg。B84・W71・H89。AGE、青年座映画放送所属を経て、フリー。

## 人物
- 趣味は映画鑑賞・釣り・家庭菜園。特技は絵画・サッカー・水泳[2]。
- 好きな漫画は『ONE PIECE』。
- 得意料理はカルボナーラ。
- 8年間金魚を飼っている。
- 祖父がみかん農家。

## 出演

### テレビドラマ
- 名探偵コナン 工藤新一への挑戦状（日本テレビ）
- 有閑倶楽部（日本テレビ）
- しにがみのバラッド（テレビ東京）
- のぞき屋（テレビ東京）
- 音女（テレビ朝日）
- パーフェクト・ブルー（WOWOW） - 山瀬浩 役
- 土曜ワイド劇場 内田康夫サスペンス・福原警部2（テレビ朝日） - 永井博之 役
- ハンマーセッション! 第7話（TBS）
- 横山秀夫サスペンス 締め出し（WOWOW）
- 所轄刑事6（フジテレビ）
- 土曜ワイド劇場 私は代行屋！事件推理請負人3（朝日放送） - ボーイ 役
- 太鼓持ちの達人〜正しい××のほめ方〜 第11話（テレビ東京） - 浜中 役[5]
- 正直不動産2 第4話（NHK総合）- バーテンダー 役

### テレビ番組
- 人狼男子（2019年、TOKYO MX）[6]

### 配信ドラマ
- Go!Con!（2020年、ABEMA）[7]
- ネット怪談×百物語 シーズン4（2020年、YouTube）[8]
- 25歳イマドキ独身女がマッチングアプリをやってみた結果日記 第1話（2020年、Paravi） - SEくん 役

### 配信番組
- 刀剣乱舞 大演練 控えの間（2020年、DMM.com）[9]

### 映画
- ブラブラバンバン（2008年）
- 学校をつくろう（2011年） - 松平定教 役
- ガチンコ 疾走上等（2010年） - 山口鉄 役[10]
- 緑 enishi（2011年）[11]
- 数多の波に埋もれる声（2015年）[12]
- THE HYBRID 鵺の仔 - 山伽マサル 役[13]
- 映画刀剣乱舞-継承-（2019年） - 江雪左文字 役（特別出演）
- アタシ、キレイ？（2020年） - 森崎和巳 役 [14]

### オリジナルビデオ
- 僕らの愛の奏で（2008年） - 晃 役

### PV
- Ryo「桜」（2009年）

### CM
- 三菱電機 録画テレビREAL「ガチでREALに恋をした」（2018年）[15]

### 舞台
2008年 - 2012年
- ミュージカル テニスの王子様 - 鳳長太郎 役
  - The Imperial Presence 氷帝 feat. 比嘉
  - The Treasure Match 四天宝寺 feat. 氷帝（2008年12月 - 2009年3月）
  - Dream Live 6th（2009年5月）

- MEN&MAN 〜男たちの想い〜 SADAME ANOTHER LOVE STORY（2009年）  - 佐藤ケンジ 役
- Reading Cinema #1 -THE BUTTERFLY EFFECT Another Story I〈幸福の王子〉（2009年）
- マーダーファクトリー（2010年4月） - マサヤ 役
- Good+Will...中野支店（2010年8月） - 堀野 役
- 青い月のバラード（2010年10月） - 武田航太 役
- シーズン〜巡り合い〜（2011年8月） - 主演・水嶋恵介 役
- DREAM（2012年7月） - 遠藤彬 役
- DETARAMU。Evolution（2012年12月）

2013年
- ホス探へようこそ（1月） - 茜 役
- 不思議な町の王子様 第二章（2月） - 寿木栄 役
- ダルマ（5月）
- 劇団つきかげ 女海賊ビアンカ（11月 - 12月） - ロレンツォ 役

2014年
- 帝一の國（4月 - 5月） - 本田章太 役
- コミックジャック（11月）

2015年
- 帝一の國 決戦のマイムマイム（7月） - 本田章太/高天原蒜山 役
- ミュージカル 青春-AOHARU-鉄道（11月） - 日替わりゲスト・山手線 役

2016年
- 帝一の國 血戦のラストダンス（3月） - 高天原蒜山 役
- 音楽劇 金色のコルダ Blue♪Sky Prelude of 至誠館（9月 - 10月） - 火原和樹 役
- good morning N˚5 ケツラク（10月）
- 舞台 刀剣乱舞 虚伝 燃ゆる本能寺（再演）（12月）- 江雪左文字 役

2017年
- イケメン戦国 THE STAGE〜真田幸村編〜（4月） - 明智光秀 役
- フルコンタクト！松風少年院・第七分院くすのき寮合唱団（5月） - 日々木奏多 役
- ハッピーハードラック（6月 - 7月） - 早乙女 役
- 帝一の國 大海帝祭（8月） - 本田章太/高天原蒜山 役
- good morning N°5 豪雪（9月）
- バリスタと恋の黒魔術（12月） - 水野玲司 役

2018年
- 戦国BASARA 第六天魔王（3月） - 明智光秀 役
- MEMORY BOYS〜想い出を売る店〜（6月 - 8月） - マーチ 役
- DIVE!! The STAGE!!（9月 - 10月） - 松野清孝 役
- ニル・アドミラリの天秤（11月） - 葦切拓真 役
- 僕らの未来（12月） - ゲスト
- 戦国BASARA 蒼紅乱世 紅 未来への誇り（12月） - 明智光秀/天海 役

2019年
- ミュージカル 封神演義-目覚めの刻-（1月） - 紂王 役
- 機動戦士ガンダム00 破壊による再生Re:Build（2月） - パトリック・コーラサワー 役
- 僕のヒーローアカデミア The “Ultra” Stage（4月・6月） - イレイザー・ヘッド 役
- ミュージカル 青春-AOHARU-鉄道 すべての路は所沢へ通ず（5月） - 日替わりゲスト・西武山口線 役
- 戦国BASARA 天政奉還（7月） - 明智光秀/天海 役
- 方南ぐみ 朗読劇 青空（8月）
- 暁のヨナ〜烽火の祈り編〜（11月） - グンテ 役

2020年
- 舞台 憂国のモリアーティ（1月 - 2月） -  アルバート・ジェームズ・モリアーティ 役
- 僕のヒーローアカデミア The “Ultra”stage 本物の英雄（3月 - 4月） - イレイザー・ヘッド 役
- ゾンビランドサガ Stage de ドーン！（9月） - 巽 幸太郎 役
- 富豪刑事Balance:UNLIMITED THE STAGE（10月） - 宮城 友輔 役
- 知り難きこと陰の如く、 動くこと雷霆の如し。（12月） - 陪審員5 役

2021年
- 怪盗探偵 山猫 the stage（1月） - 福原 役
- 楽屋―流れ去るものはやがてなつかしき―（5月 - 6月）
- 方南ぐみ 朗読劇 あの空を忘れない（6月）
- 舞台 憂国のモリアーティ case 2（7月 - 8月） - アルバート・ジェームズ・モリアーティ 役
- 僕のヒーローアカデミア The “Ultra” Stage 本物の英雄 PLUS ULTRA ver.（12月） - イレイザー・ヘッド 役

2022年
- BASARA（1月） - 揚羽 役
- 機動戦士ガンダム00 -破壊による覚醒-Re:(in)nobvation（2月） - パトリック・コーラサワー 役
- 僕のヒーローアカデミア The “Ultra” Stage 平和の象徴（4月 - 5月） - イレイザー・ヘッド 役
- 薔薇王の葬列（6月）- ウォリック伯爵 役
- シャイニングモンスター 2nd STEP〜てんげんつう〜（7月 - 8月） - 屏風のぞき 役
- 瓶詰めの海は寝室でリュズタンの夢をうたった（8月） - ラッコ 役
- Love Letter for You（9月）
- イヴの時間（12月） - シメイ 役

2023年
- 朗読劇 アクア九条のママ友（2月）
- 僕のヒーローアカデミア The “Ultra” Stage 最高のヒーロー（4月 - 5月） - イレイザー・ヘッド 役
- トレンディは突然に（7月） - 金井ハル 役
- 舞台 刀剣乱舞 七周年感謝祭 夢語刀宴會（ゆめがたりかたなのうたげ）（8月） - 江雪左文字 役
- 深海のカンパネルラ（8月）
- バクテン!! The Stage（10月） - 志田周作 役
- おそ松さん on STAGE 〜SIX MEN'S SHOW TIME〜 2nd SEASON（11月 - 12月） - イヤミ 役

2024年
- Go back to Goon Docks（1月） 十三夜：コットン 役 / チックジョ〜：男 役
- Lamento -BEYOND THE VOID-（2月） - バルド 役
- 新・喜劇『おそ松さん』（8月 - 9月） - イヤミ 役
- Casual Meets Shakespeare『MACBETH SC』（9月 - 10月）

2025年
- もしも彼女が関ヶ原を戦ったら（2月） - 大谷吉継 役
- 近松忠臣蔵（5月 - 6月） - 浅野内匠頭長矩 役
- PERSONA3 Lunation the Act（7月） - 幾月修司 役
- スタンドマイヒーローズ（9月） - 服部耀 役

### MC
- 子どもの虐待死を悼みいのちを讃える市民集会（2009年）